# Velká Chyška
Velká Chyška är en ort i Tjeckien.   Den ligger i regionen Vysočina, i den centrala delen av landet, 80 km sydost om huvudstaden Prag. Velká Chyška ligger 573 meter över havet och antalet invånare är 286.
Terrängen runt Velká Chyška är platt, och sluttar österut.Runt Velká Chyška är det glesbefolkat, med 18 invånare per kvadratkilometer. Närmaste större samhälle är Pelhřimov, 16,1 km sydost om Velká Chyška. Trakten runt Velká Chyška består till största delen av jordbruksmark.